# Calamaria jinggangensis
Calamaria jinggangensis — вид змій родини полозових (Colubridae). Ендемік Китаю. Описаний у 2023 році.

## Поширення і екологія
Calamaria jinggangensis відомі з типової місцевості, розташованої в горах Цзинганшань в околицях міста Цзіань в провінції Цзянсі.